# Mercado de Guaicaipuro
El Mercado de Guaicaipuro o el Mercado Municipal de Guaicaipuro es un mercado histórico localizado en el Municipio Libertador del Distrito Capital, al oeste del Distrito Metropolitano de Caracas, y al centro norte de Venezuela. Se trata de un espacio inaugurado en 1953, ubicado cerca de la Casa Don Bosco, del colegio San Francisco de Sales, y la Contraloría General de la República; entre la Avenida Andrés Bello y la Avenida Libertador.

## Historia
Fue inaugurado durante el gobierno del General Marcos Pérez Jiménez, siendo uno de los pocos mercados municipales visitados por un jefe de Estado venezolano, incluyendo al vicealmirante Wolfgang Larrazábal, en 1958.
Desde 2009, se encuentra por decreto bajo administración del gobierno del Municipio Libertador. Expende todo tipo de productos alimenticios como hortalizas, vegetales, carne, pollo, harina de maíz, etc. Aunque, en algunas secciones, también incluye la venta de artículos como ropa, y en su estacionamiento además, se realizan ferias temporales como la del Pescado.